# 황종수
황종수(1988년 3월 31일~)는 대한민국의 배드민턴 선수 출신 배드민턴 지도자이다. 선수시절 2014년 아시아 배드민턴 선수권 대회 남자 단식에서 동메달을 획득했다.